# Rochefort (Charente-Maritime)
Rochefort of Rochefort-sur-Mer, is een gemeente in het Franse departement Charente-Maritime in de bestuurlijke regio Nouvelle-Aquitaine, en telde op 1 januari 2022 23.188 inwoners. Het is de onderprefectuur van het arrondissement Rochefort.
Van de zeventiende tot het begin van de twintigste eeuw werden schepen van de Franse marine in het arsenaal van de stad gebouwd en was Rochefort een belangrijke marinebasis.

## Geschiedenis

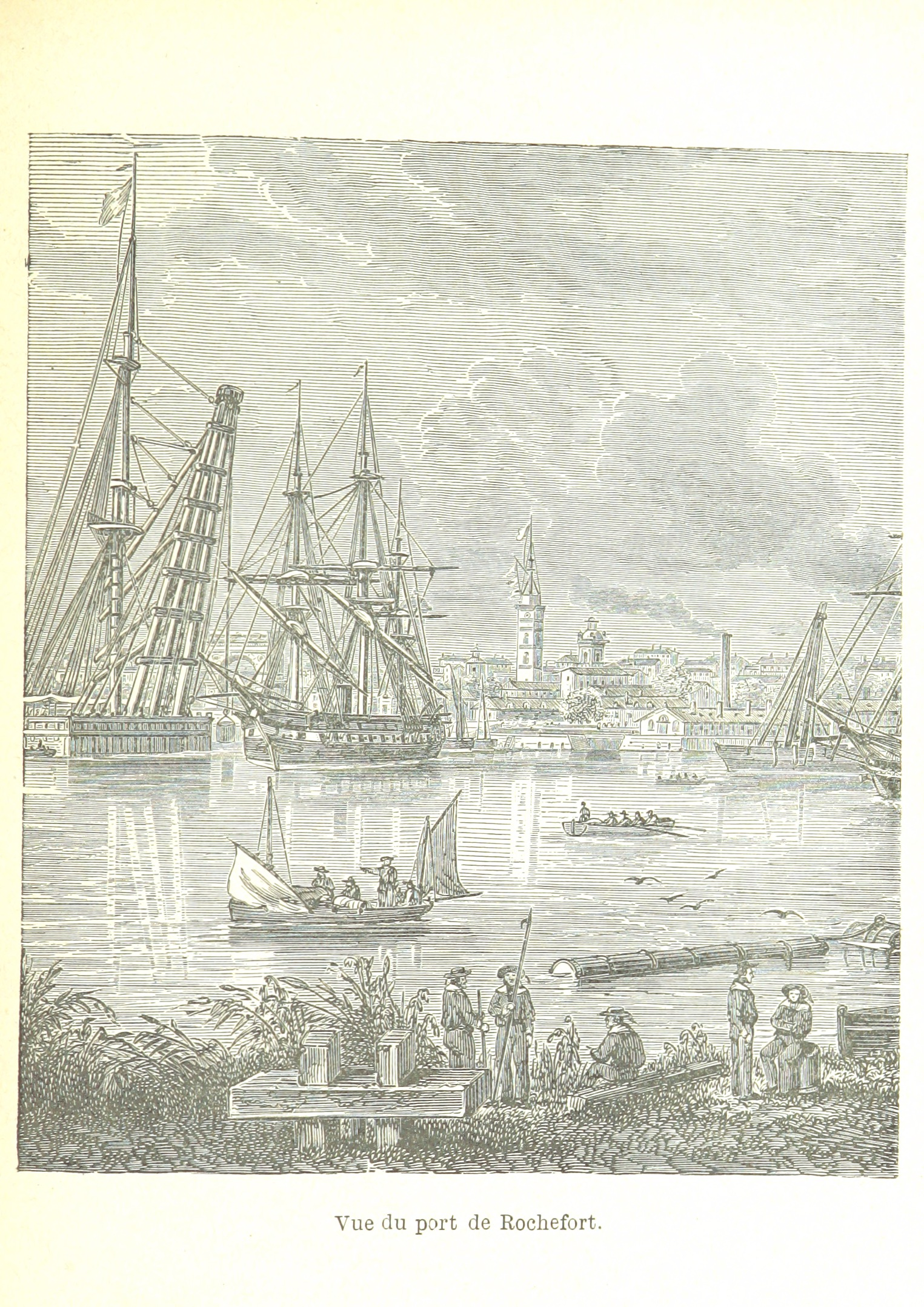
De haven van Rochefort

In de elde eeuw werd een feodaal kasteel gebouwd op een plateau in de bocht van de Charente. Dit plateau was aan weerszijden omgeven door moerassen waardoor de plaats geïsoleerd lag. Het kasteel werd verschillende keren belegerd en ingenomen tijdens de Honderdjarige Oorlog en de Hugenotenoorlogen.
Koning Lodewijk XIV koos deze plaats uit om er een versterkte plaats met een scheepswerf van te maken. Hier moesten de oorlogsschepen van de Franse marine worden gemaakt om zo het Britse overwicht op zee te breken. De plaats was strategisch gelegen aan de Charente waarlangs grondstoffen konden worden aangevoerd terwijl de riviermonding goed kon worden beschermd tegen aanvallen. Het arsenaal werd vanaf 1666 gebouwd onder leiding van de ingenieur van de Marine Blondel en fortenbouwer Clerville. Dit arsenaal bevatte niet enkel scheepswerven maar ook ateliers, een officierenschool en een militair ziekenhuis waar scheepsartsen werden opgeleid. De koning liet ook een nieuwe stad in dambordpatroon aanleggen. De stadsomwalling was klaar in 1689. Aan het estuarium van de Charente een aan de toegangen tot de Atlantische Oceaan werd een fortengordel gebouwd. De moerassen die de stad omgaven, werden geleidelijk aan drooggelegd.
Dankzij de industriële bedrijvigheid in het arsenaal groeide de stad snel. In 1671 waren er al 20.000 inwoners en in 1860 was Rochefort de grootste van het departement. Om deze bevolking te huisvesten breidde de stad zich uit tot buiten de omwalling. De komst van de spoorweg en de aanleg van nieuwe droogdokken gaven een bijkomende impuls aan de industrie. Maar de scheepswerf bleek aan het begin van de twintigste eeuw ongeschikt voor de bouw van nieuwe, grotere schepen. De Charente was onvoldoende diep en moest constant uitgebaggerd worden. In 1927 sloten de scheepswerven van het arsenaal, die in hun 250-jarige bestaan bijna 550 oorlogsschepen hadden gebouwd. De sluiting betekende een grote economische aderlating voor de stad. De militairen bleven wel aanwezig in de stad. In 1916 werd een basis voor watervliegtuigen geopend en later kwamen er een militaire vliegschool en een luchtmachtbasis. Er kwam ook een rijkswachtkazerne.
Er werd begonnen met de afbraak van de stadsomwalling. Het laatste stuk werd afgebroken in 1938. De dokken van het arsenaal werden omgevormd tot jachthaven. Er bleef wel een activiteit als rivierhaven, met name voor het verschepen van hout.

## Geografie
De oppervlakte van Rochefort bedroeg op 1 januari 2022 21,95 vierkante kilometer; de bevolkingsdichtheid was toen 1.056,4 inwoners per km².
De gemeente ligt in een bocht van de Charente op een kalkstenen plateau 20 meter boven de zeespiegel. Dit plateau is een overblijfsel van een voormalig eiland dat bestond toen voor onze jaartelling het zeeniveau hoger was. Ten noorden en ten zuiden van dit plateau lagen oorspronkelijk twee moerasgebieden, respectievelijk marais de Rochefort en marais de Brouage. Deze moerassen zijn drooggelegd.
De onderstaande kaart toont de ligging van Rochefort met de belangrijkste infrastructuur en aangrenzende gemeenten.

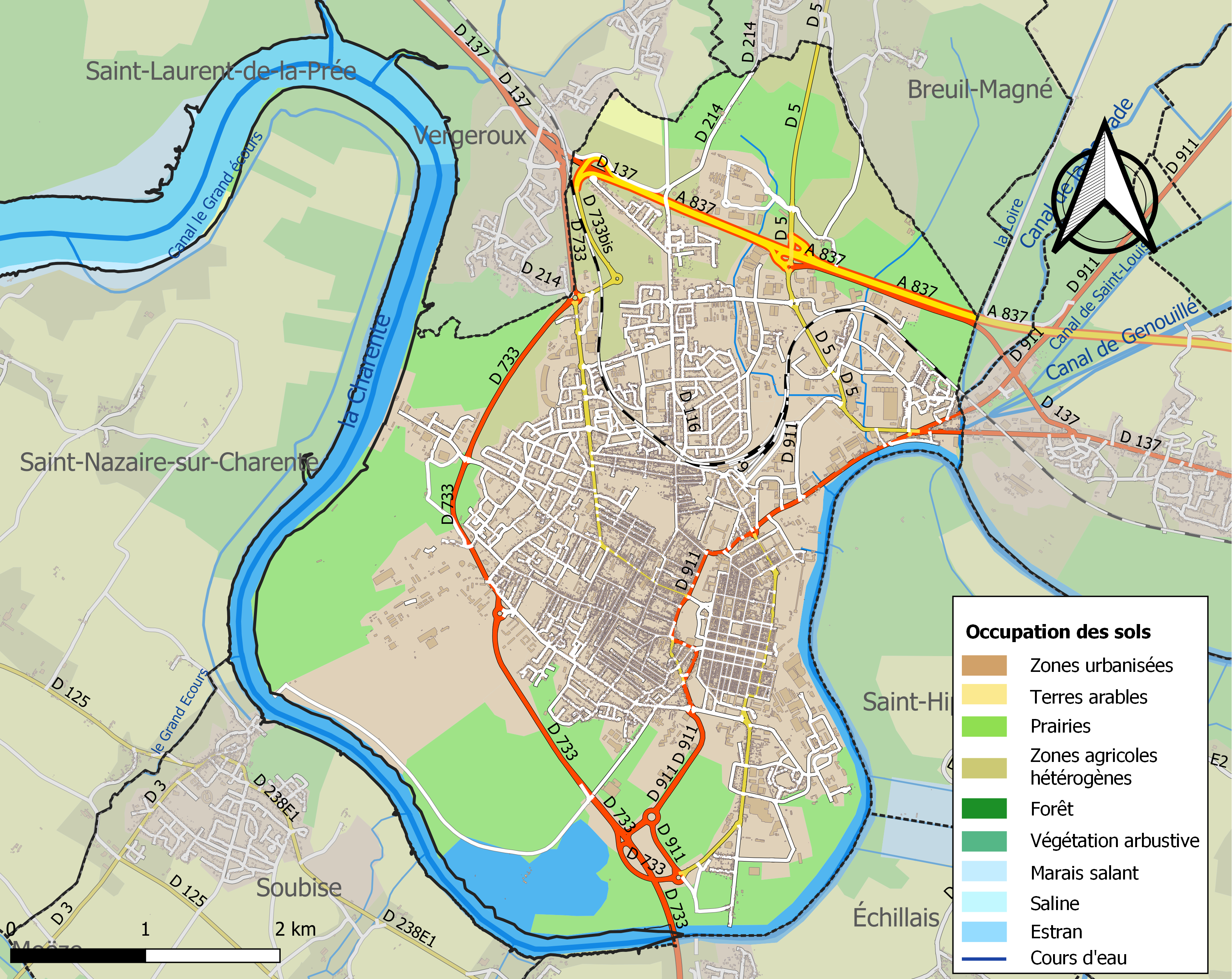

## Demografie
Onderstaande figuur toont het verloop van het inwonertal (bron: INSEE-tellingen).

## Bezienswaardigheden
De stad kreeg bekendheid door de film Les Demoiselles de Rochefort van Jacques Demy die tussen 31 mei en 27 augustus 1966 werd opgenomen in de stad. De stad werd uitgekozen voor haar kenmerkende gevels.
Bezienswaardigheden zijn:
- het arsenaal (1665) met onder meer het complex van de Corderie royale. Dit is een 376 meter lang gebouw waar scheepstouwen werden vervaardigd.
- de droogdokken
- het huis van Pierre Loti
- de kerk Saint-Louis de Rochefort (neoclassicisme, achttiende en negentiende eeuw)
- de transportbrug van Rochefort-Martrou (1898-1900)
- het station Rochefort (art deco, 1913)

### Afbeeldingen

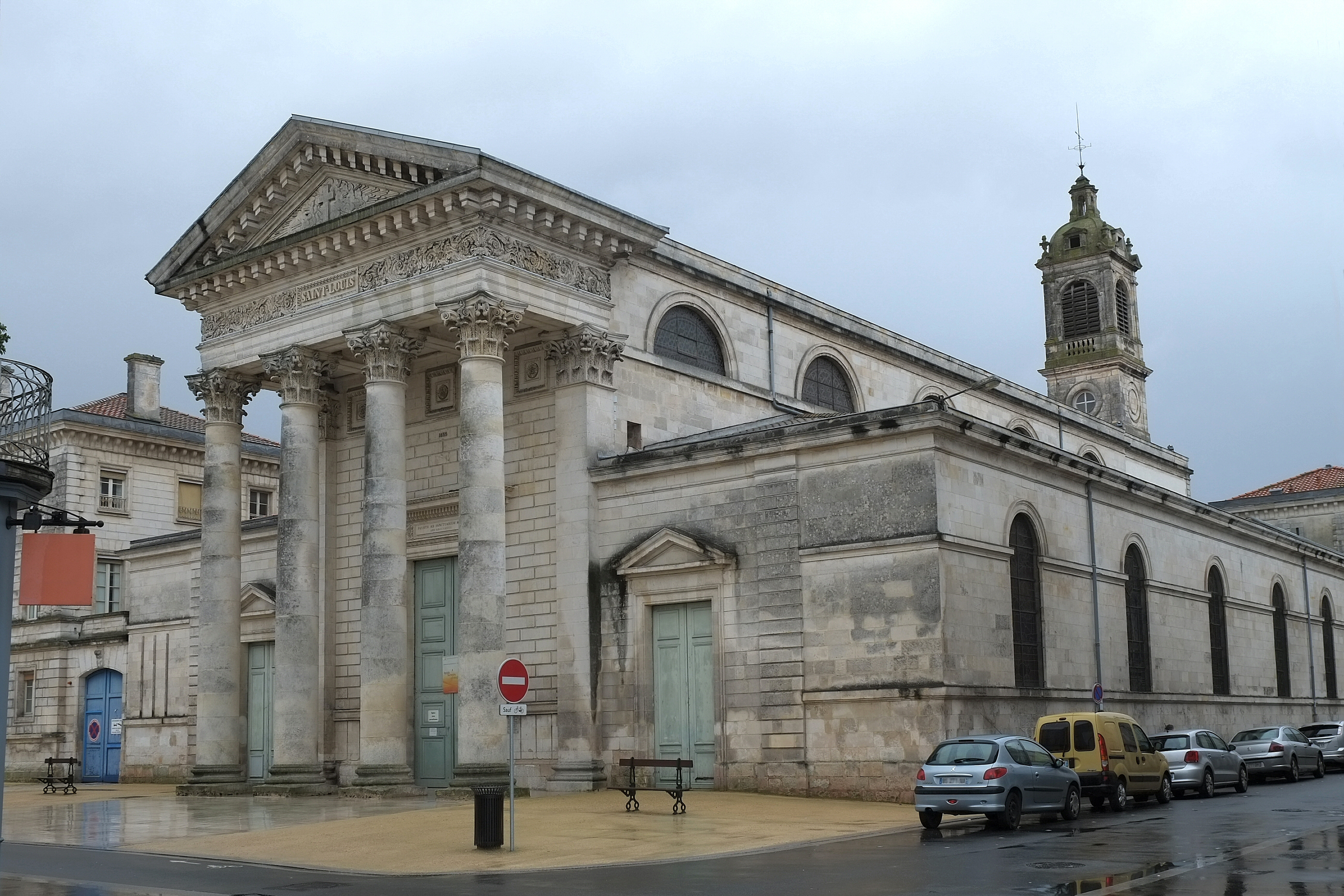
De Sint-Lodewijkskerk
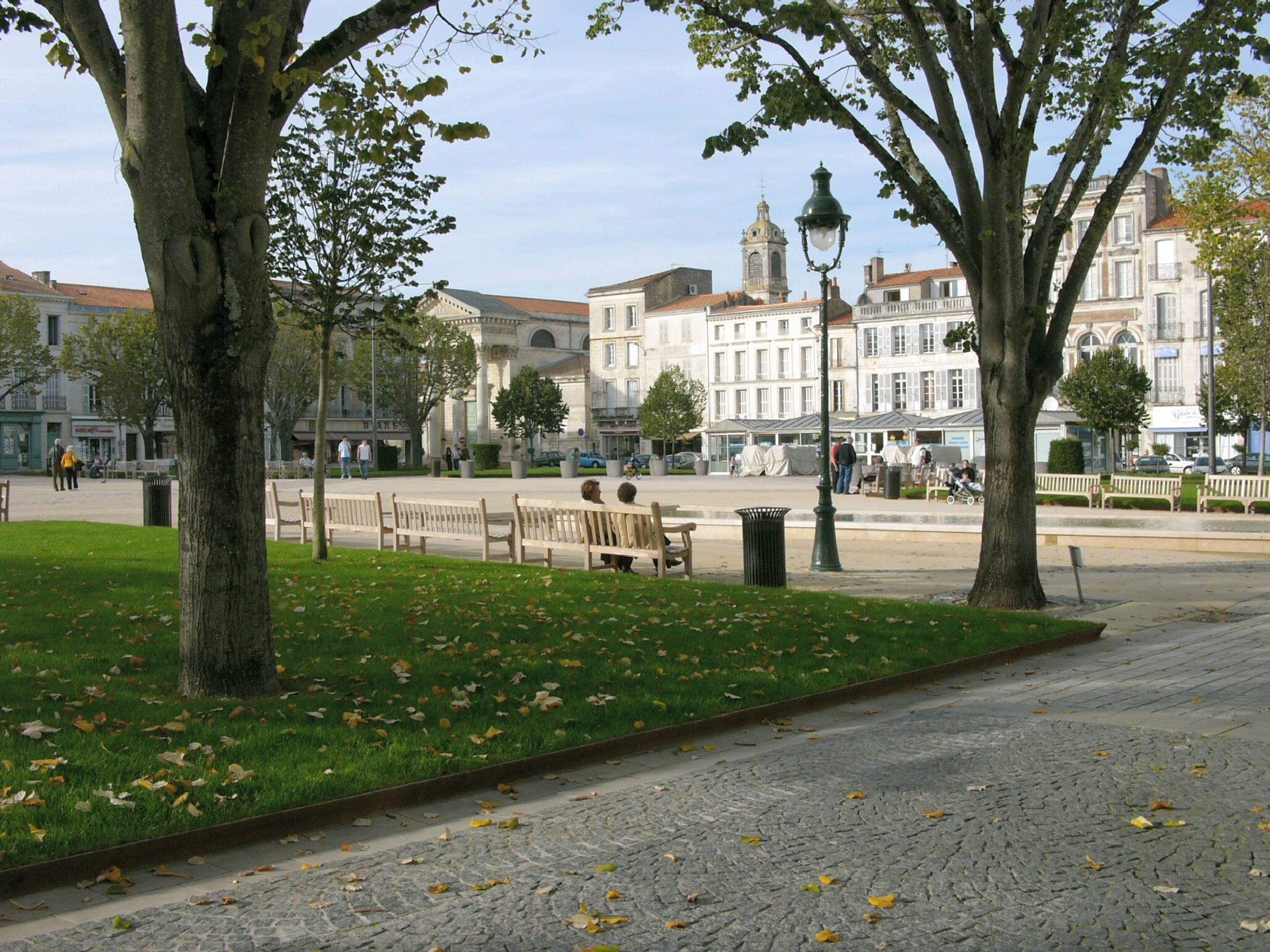
De Place Colbert
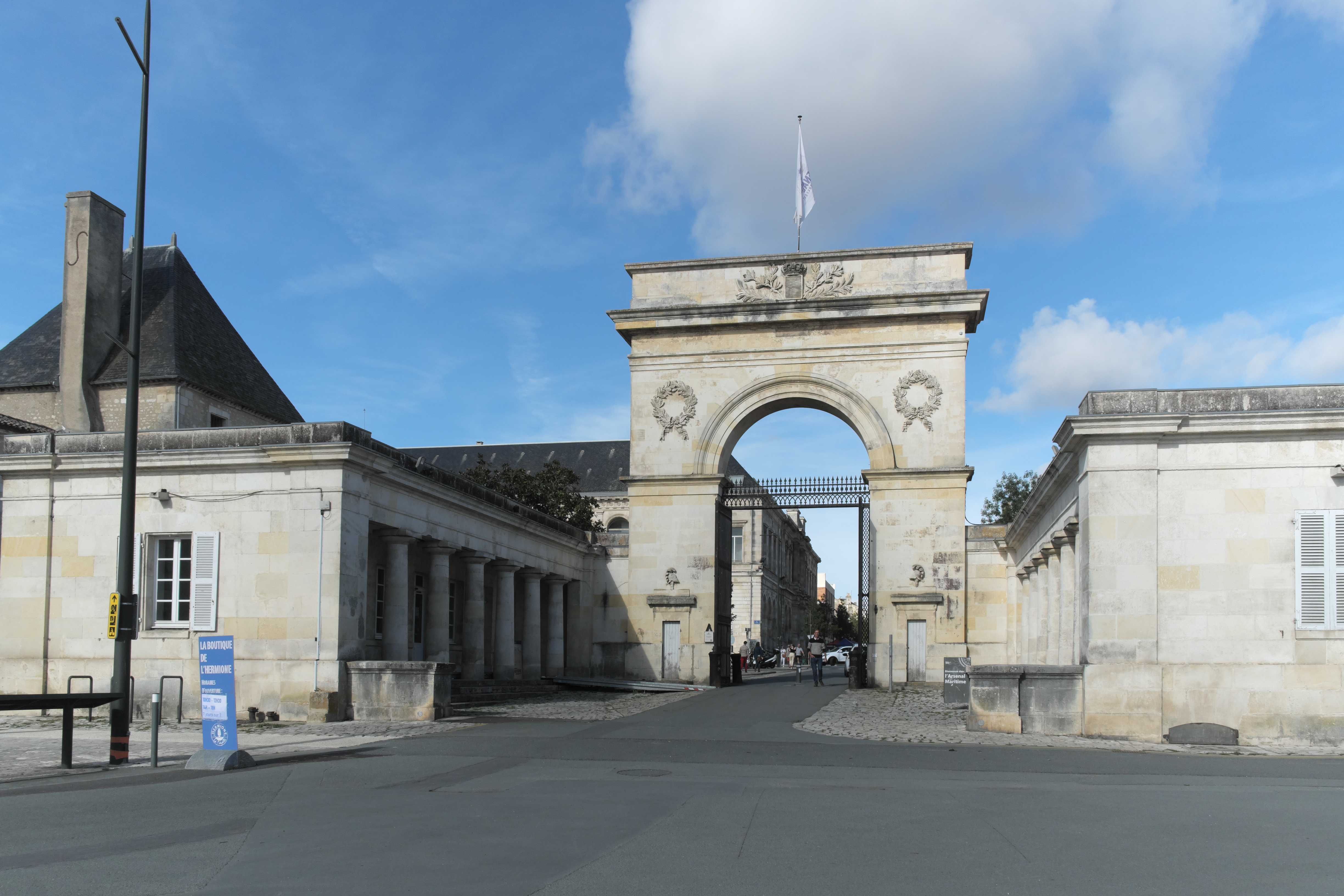
Poort van het arsenaal
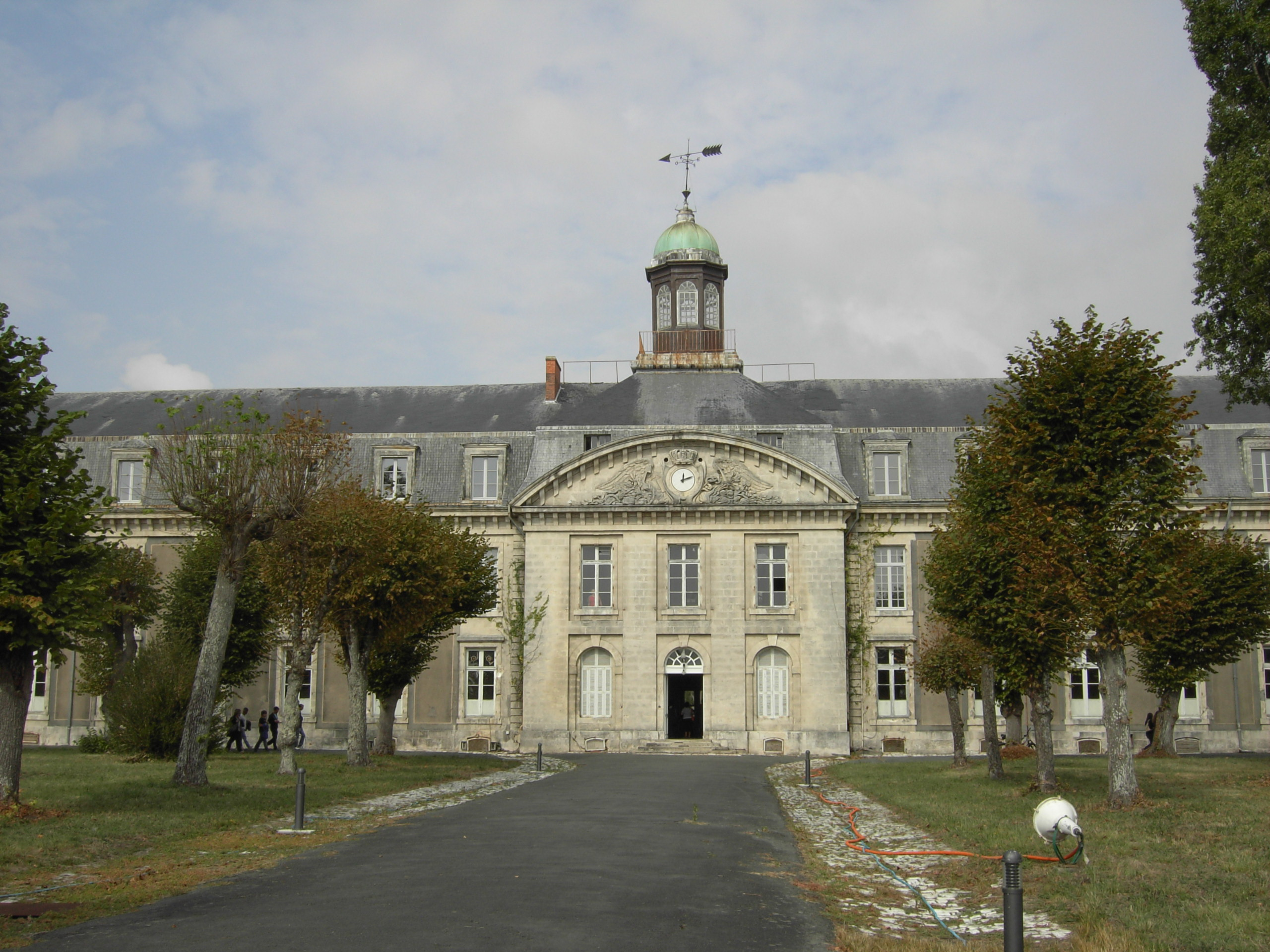
Marinehospitaal
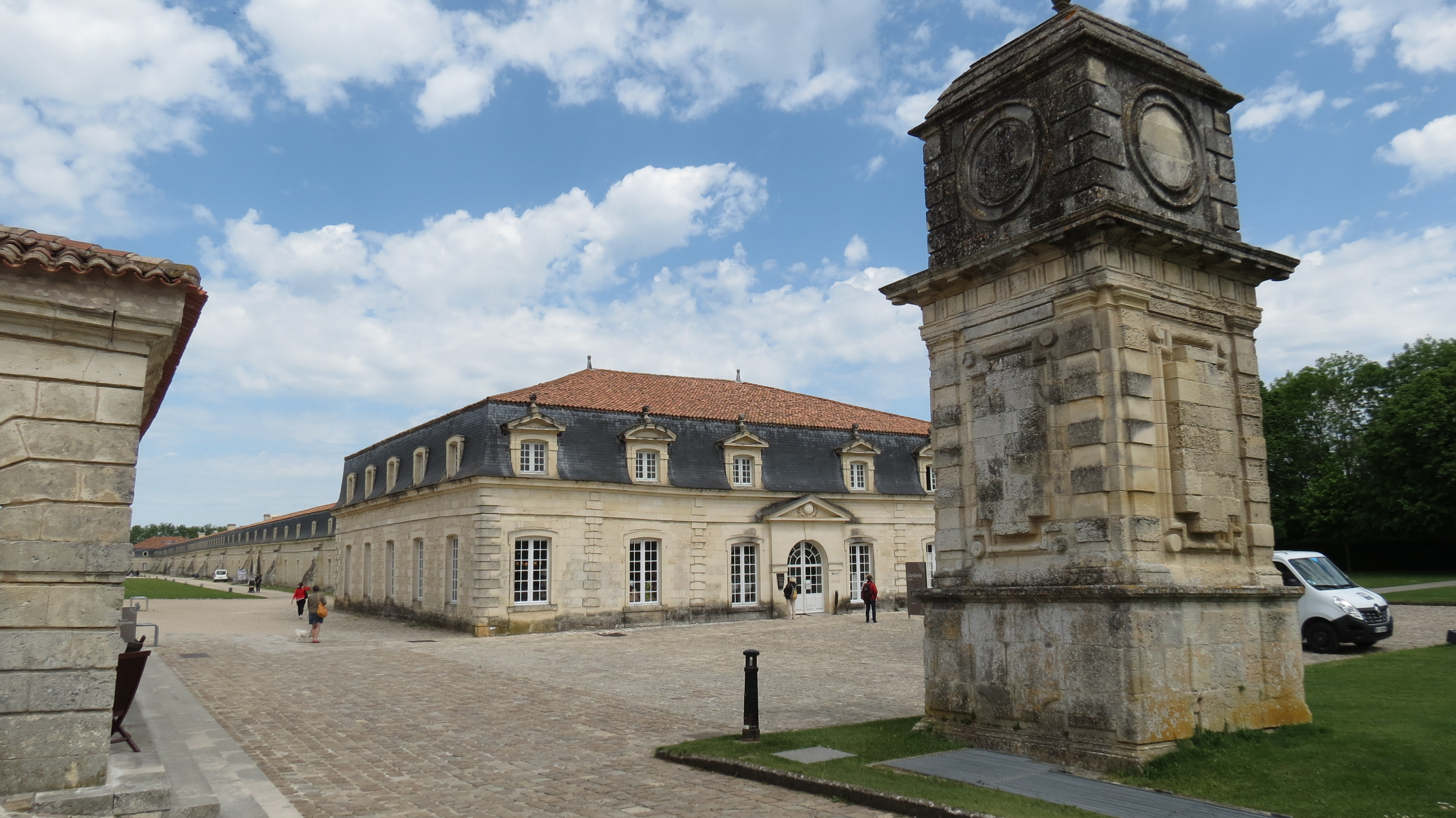
De Corderie royale
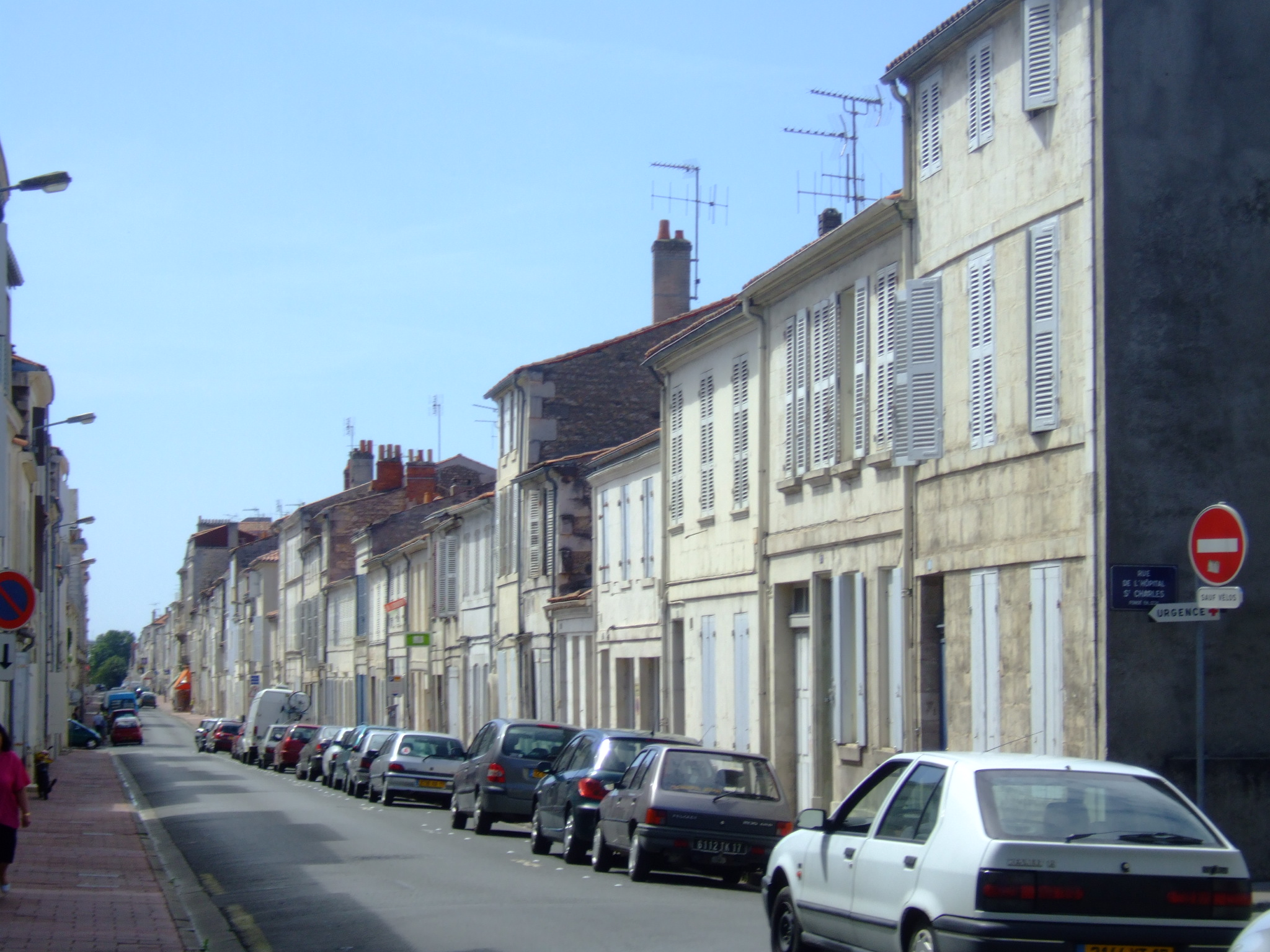
Straatbeeld
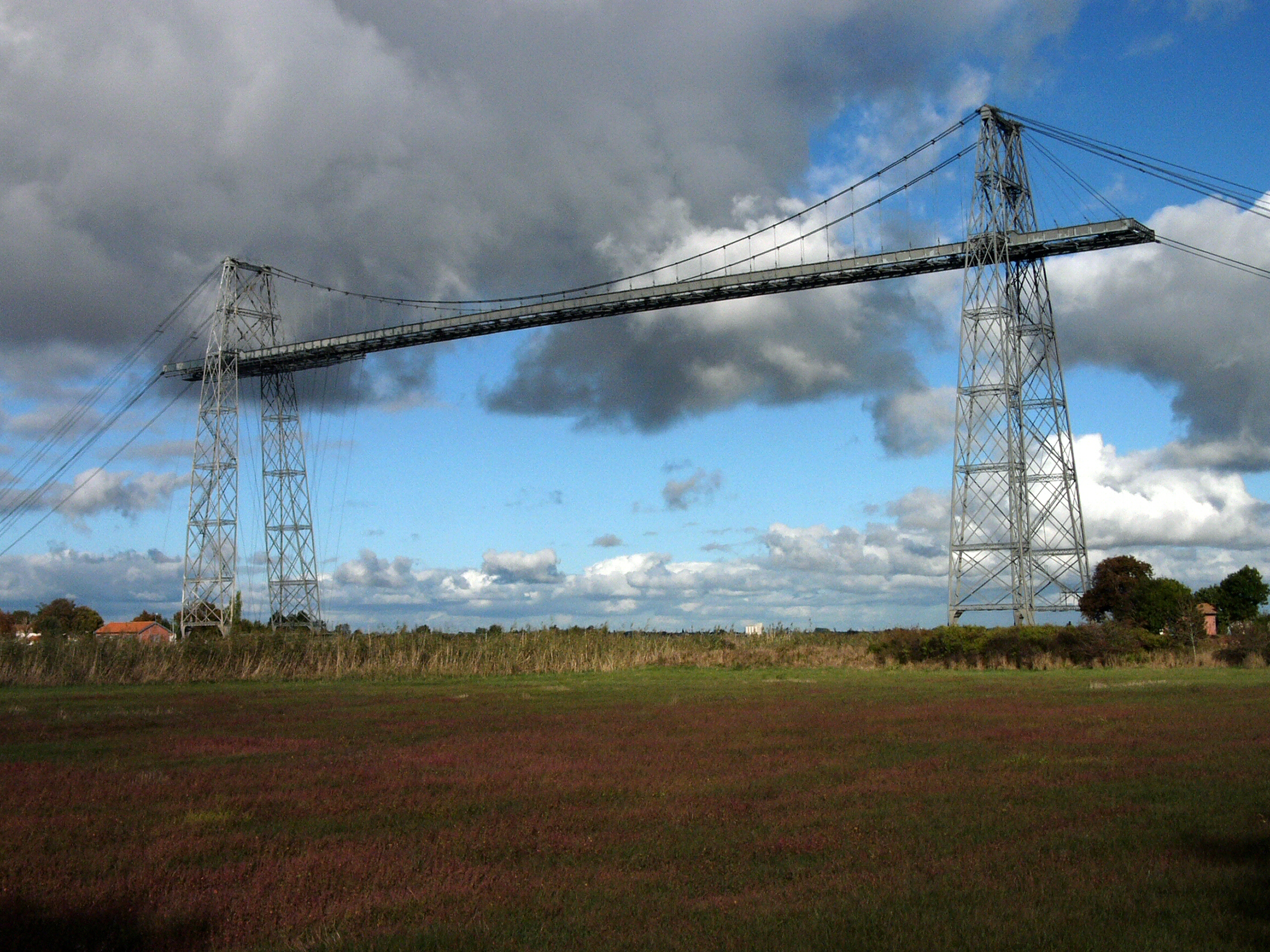
De Pont transbordeur
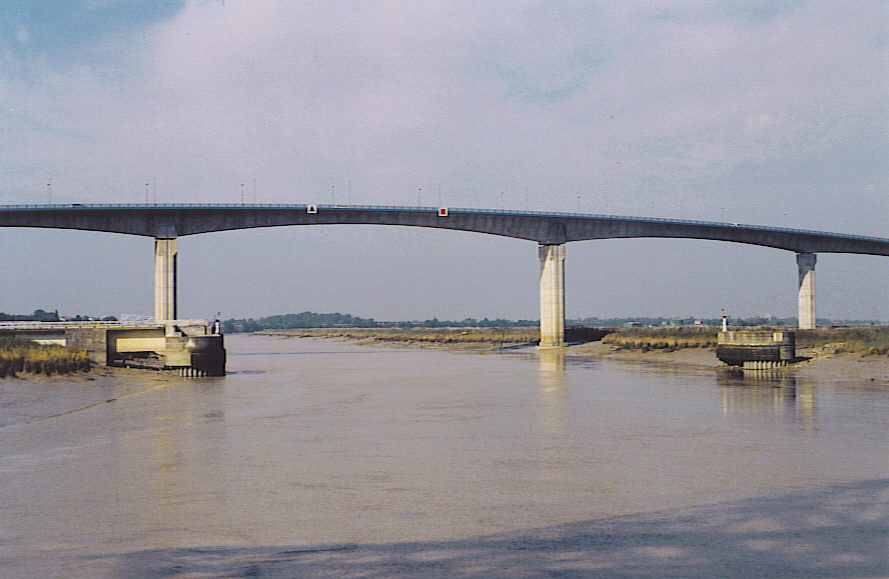
Viaduct over de Charente
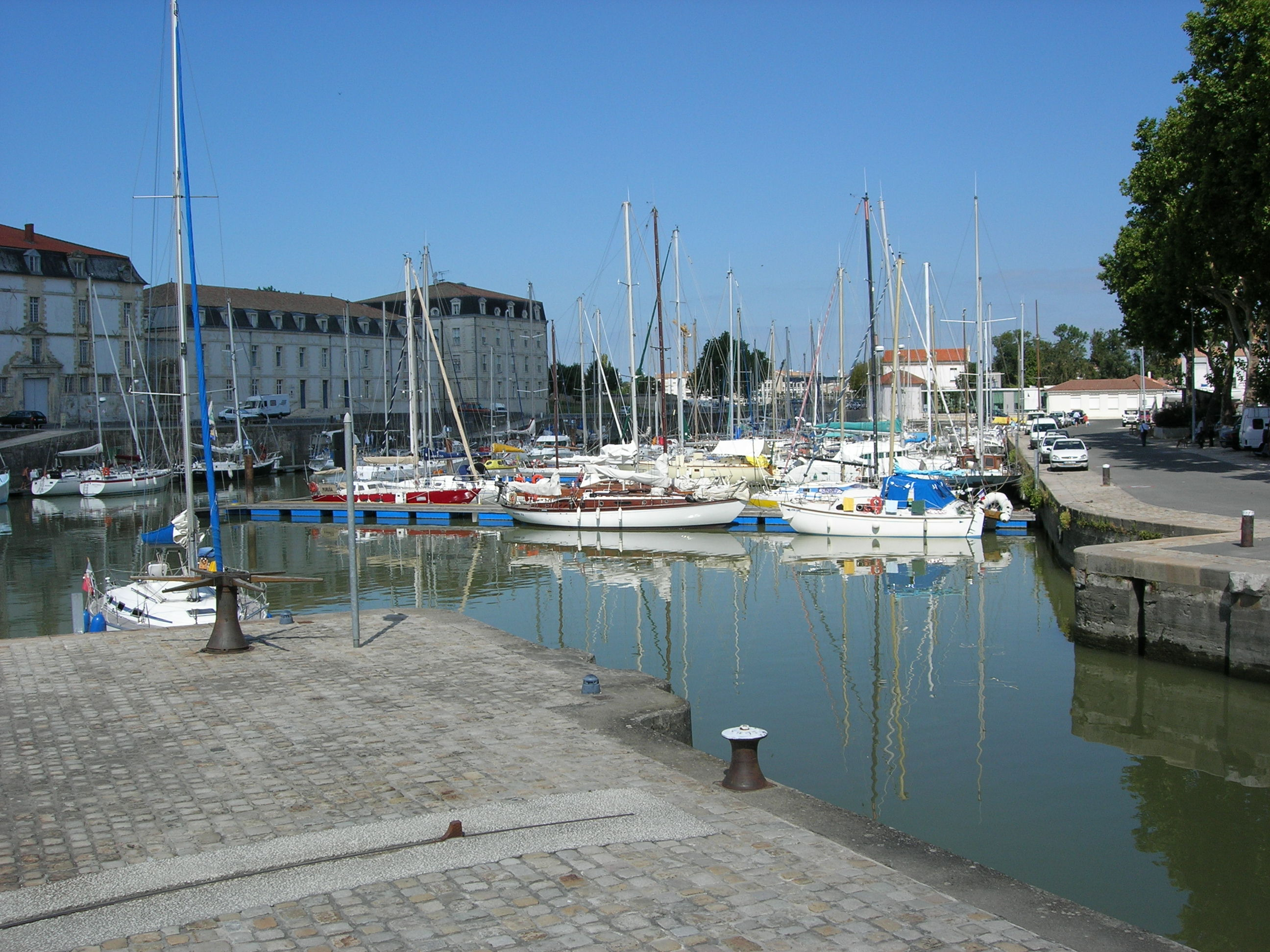
Haven van Rochefort

## Geboren
- René Primevère Lesson (1794-1849), chirurg en natuuronderzoeker[6]
- Pierre Loti (1850-1923), schrijver en marineofficier
- Dominique Aury / Pauline Réage (geboren als Anne Desclos) (1907-1998), romanschrijfster (Histoire d'O) en journaliste
- Maurice Merleau-Ponty (1908-1961), filosoof
- Guy Gilbert (12 september 1935), rooms-katholiek priester en docent
- David Zurutuza (19 juli 1986), voetballer